# Øydeholmen
Øydeholmen är ett berg i Antarktis. Det ligger i Östantarktis. Australien gör anspråk på området. Toppen på Øydeholmen är 665 meter över havet.
Terrängen runt Øydeholmen är huvudsakligen platt, men norrut är den kuperad. Trakten är obefolkad. Det finns inga samhällen i närheten.